# Чемпіонат світу з кросу 1992
Чемпіонат світу з кросу 1992 був проведений 21 березня в Бостоні.
Місце кожної країни у командному заліку серед дорослих чоловічих команд визначалося сумою місць, які посіли перші шестеро спортсменів цієї країни. При визначенні місць дорослої жіночої та обох юніорських команд брались до уваги перші чотири результати відповідно.

## Чоловіки
| Першість | Золото                                                                                          | Золото                   | Срібло | Срібло                        | Бронза | Бронза                                |
| -------- | ----------------------------------------------------------------------------------------------- | ------------------------ | --- | ----------------------------- | --- | ------------------------------------- |
| Особиста | Джон Нгугі Кенія                                                                                | 37.05                    | Вільям Мутвол Кенія | 37.17                         | Фіта Баїсса Ефіопія | 37.18                                 |
| Командна | КеніяДжон Нгугі Вільям Мутвол Річард Челімо Домінік Кіруї Вільям Сігеї Ондоро Осоро Семмі Лелеї | 46 очок1 2 5 7 8 23 (77) | ФранціяТьєррі Пантель Брюно ле Стум Антоніо Мартін Паскаль Тієбо Жан-Луї Пріанон Антоніо Рапісарда Паскаль Фетізон Мікаель Дюфермон Поль Арпен | 1459 10 12 21 45 48 (173) DNF | Велика БританіяРічард Неруркар Імонн Мартін Дейв Кларк Енді Брістоу Пол Дагдейл Марк Далловей Пол Роден Томмі Маррей Кріс Робісон | 14715 17 20 26 33 36 (85) (104) (115) |

| Першість | Золото                                                                     | Золото               | Срібло                                                              | Срібло     | Бронза                                                                                             | Бронза                 |
| -------- | -------------------------------------------------------------------------- | -------------------- | ------------------------------------------------------------------- | ---------- | -------------------------------------------------------------------------------------------------- | ---------------------- |
| Особиста | Ісмаель Кіруї Кенія                                                        | 23.27                | Хайле Гебрселассіє Ефіопія                                          | 23.35      | Джозфат Мачука Кенія                                                                               | 23.37                  |
| Командна | КеніяІсмаель Кіруї Джозфат Мачука Джозефат Н'Деті Самуель Отьєно Марк Моні | 18 очок1 3 4 10 (11) | ЕфіопіяХайле Гебрселассіє Тегену Абебе Гербаба Етіча Тесгіє Легессе | 282 5 8 13 | ЯпоніяВатанабе Ясуюкі Кавауті Кацухіро Ямамото Масакі Ісомацу Дайсуке Маеда Редзі Тагуті Сігекадзу | 907 12 32 39 (42) (49) |

## Жінки
| Першість | Золото                                                                 | Золото                 | Срібло                                                                               | Срібло                | Бронза                                                                              | Бронза            |
| -------- | ---------------------------------------------------------------------- | ---------------------- | ------------------------------------------------------------------------------------ | --------------------- | ----------------------------------------------------------------------------------- | ----------------- |
| Особиста | Лінн Дженнінгс США                                                     | 21.16                  | Катеріна Мак-Кірнан Ірландія                                                         | 21.18                 | Марія Альбертіна Діаш Португалія                                                    | 21.19             |
| Командна | КеніяСьюзан Сірма Геллен Кімайо Джейн Нгото Гелен Чепнгено Полін Конга | 47 очок9 11 12 15 (90) | СШАЛінн Дженнінгс Вікі Губер Аннетт Пітерс Сильвія Москеда Мінді Шмідт Лайза Карнопп | 771 4 30 42 (47) (89) | ЕфіопіяЛючія Їсак Меріма Денбоба Гете Урге Берхане Адере Тігіст Мореда Дерарту Тулу | 9610 20 28 38 DNF |

| Першість | Золото                                                                                        | Золото                 | Срібло                                                                   | Срібло            | Бронза                                                                   | Бронза            |
| -------- | --------------------------------------------------------------------------------------------- | ---------------------- | ------------------------------------------------------------------------ | ----------------- | ------------------------------------------------------------------------ | ----------------- |
| Особиста | Пола Редкліфф Велика Британія                                                                 | 13.30                  | Ван Цзюнься КНР                                                          | 13.35             | Лідія Черомеї Кенія                                                      | 13.43             |
| Командна | ЕфіопіяГете Вамі Емебет Шіфереу Генет Гебрегіоргіс Елфенеш Алему Аскале Береда Алеміту Бекеле | 559 11 17 18 (34) (79) | РумуніяЕлена Косовяну Деніза Костеску Габріела Сабо Іляна Дорка Ана Нану | 597 10 20 22 (70) | КеніяЛідія Черомеї Рут Бівот Сюзан Чепкемеї Памела Чепчумба Кетрін Кіруї | 593 13 16 27 (59) |

## Медальний залік
| Місце                | Країна               | Золото | Срібло | Бронза | Загалом |
| -------------------- | -------------------- | ------ | ------ | ------ | ------- |
| 1                    | Кенія                | 5      | 1      | 3      | 9       |
| 2                    | Ефіопія              | 1      | 2      | 2      | 5       |
| 3                    | США                  | 1      | 1      | 0      | 2       |
| 4                    | Велика Британія      | 1      | 0      | 1      | 2       |
| 5                    | Ірландія             | 0      | 1      | 0      | 1       |
| 5                    | КНР                  | 0      | 1      | 0      | 1       |
| 5                    | Румунія              | 0      | 1      | 0      | 1       |
| 5                    | Франція              | 0      | 1      | 0      | 1       |
| 9                    | Португалія           | 0      | 0      | 1      | 1       |
| 9                    | Японія               | 0      | 0      | 1      | 1       |
| Загалом (10 збірних) | Загалом (10 збірних) | 8      | 8      | 8      | 24      |

## Українці на чемпіонаті
Українські легкоатлети взяли участь у чемпіонаті в складі .
Єдиний представник України на чемпіонаті — харків'янин Ігор Сидоренко — був 183-м на фініші дорослого забігу. Він виступав у складі Об'єднаної команди (збірної СНД), яка за підсумками забігу стала 15-ю у командному заліку.

## Відео
- Підсумки чемпіонату на YouTube